# Forge (comics)
Pour les articles homonymes, voir Forge.
Forge est un personnage de fiction, mutant appartenant à l'univers de Marvel Comics. Créé par Chris Claremont et John Romita Jr., il est apparu pour la première fois dans le comic book Uncanny X-Men #184, en 1984.

## Biographie fictive
Forge est un mutant Cheyenne, au talent créatif exceptionnel, et qui aurait dû devenir shaman de sa tribu avant qu'il ne s'engage dans l'armée.
Il s'engagea lors de la guerre du Vietnam, où il fut promu sergent. Le SHIELD l'approcha pour le recruter mais il refusa. 
Pendant la guerre, son poste de commandement fut détruit par le Front National de Libération (F.N.L.), communiste et nationaliste du Viet-Nam. Il se servit de leurs esprits pour invoquer des démons et tuer ses adversaires. Il ordonna ensuite à un B-52 de bombarder l'endroit où se trouvait le portail dimensionnel. Forge fut blessé dans l'action, perdant sa jambe et sa main droite. Sa terrible invocation permit à l'Adversaire de venir sur Terre, et Forge évite depuis d'utiliser ce don mystique.
Des années plus tard, Forge créa des membres cybernétiques pour remplacer ses vieilles prothèses. Il fut engagé au Ministère de la Défense.
Sa première mission consista à développer la technologie de détection alien, en particulier contre les Spectres (ennemis de ROM). Il inventa aussi un appareil annulant les pouvoirs des mutants. Cet engin fut donné par le Président des États-Unis à l'agent Henry Gyrich, du NSC. Forge protesta, avertissant que son invention n'était qu'un simple prototype non-testé. L'arme devait servir contre Malicia, recherchée pour le meurtre d'un agent du SHIELD. Mais ce fut Tornade qui fut touchée.
Forge sauva Tornade quand cette dernière tomba dans une rivière. Et il la ramena chez lui, à Dallas. Ils eurent une liaison, mais Ororo méprisa le mutant quand elle apprit qu'il était la cause de ses problèmes. Elle le quitta et s'en alla se ressourcer en Afrique.
Forge réussit à vaincre les Spectres à l'aide des X-Men, d'Amanda Sefton et de Magik.
Avec ROM, il améliora son arme anti-mutations, permettant alors de l'utiliser sur une échelle planétaire et d'envoyer tous les Spectres dans les Limbes. Puis il détruisit toutes ses armes, prototypes et leurs plans.
Il se consacra alors à bannir l'Adversaire de la Terre. Ce dernier utilisa une Tornade trompée. Mais la mutante retrouva ses esprits au moment où elle allait tuer l'indien. L'Adversaire les bannit dans une dimension perdue. Tornade et Forge s'y retrouvèrent et reprirent leur relation. Ils décidèrent pourtant de revenir et d'éliminer l'Adversaire.
Quand ils arrivèrent sur Terre, les X-Men combattaient l'Adversaire. Cependant pour bannir l'entité démoniaque, Forge dut utiliser son don mystique et sacrifier 9 vies. 8 X-Men et Madelyne Pryor donnèrent leur vie. Mais la déesse Roma intervint secrètement et rendit la vie aux X-Men.
Forge, pensant être à l'origine de leur mort, fut intégré à contrecœur à la Freedom Force de Mystique, qui affronta les Reavers sur l'île de Muir. Destinée fut tuée, mais elle prédit que Forge et Mystique s'aimeraient un jour. Mystique jugea Forge responsable de la mort de son amie.
Le Hurleur et Forge voyagèrent à travers le monde, à la recherche de leurs amis disparus. Ils les retrouvèrent tous et devinrent X-Men à plein temps.
Ils affrontèrent plusieurs menaces, comme Cameron Hodge (lors de X-tinction Agenda), les Skrulls, le Roi d'ombre.
Forge fut à l'origine des améliorations de la Salle des dangers et du Blackbird SR-71.
Avec l'arrivée de Bishop, la relation entre Tornade et Forge devint tendue, et ce dernier quitta les X-Men, pensant que Tornade refuserait sa demande en mariage. Il retourna travailler à Dallas et devint tuteur judiciaire de Mystique, dont il se rapprocha sentimentalement.
En remplaçant Valerie Cooper, il devint par la suite le nouvel agent de liaison de Facteur-X. Il implanta à Mystique une puce l'empêchant de prendre la forme des X-Men et équipa Dent de sabre d'un collier envoyant de violentes décharges s'il attaquait ses équipiers.
Forge retrouva l'Adversaire et le chassa à l'aide de son ami Naze. Mystique et lui tombèrent amoureux, ce qui n'empêcha pas la mutante de s'enfuir.
Facteur-X fut démantelé.
Récemment[Quand ?], on a revu Forge en tant qu'enseignant (Madrox et Danielle Moonstar furent ses élèves).
Il a aussi aidé le professeur Xavier à localiser Mystique.
Plus récemment[Quand ?], il a aidé Deadpool, Rocket et Cyrène à retrouver Cable égaré dans le multivers.

### L'Ère d'Apocalypse
Dans ce crossover, Forge (dont quasiment tout le corps est cybernétique) est le leader d'une troupe de forains composée du Cerveau (Jason Wyngarde), Toad (Mortimer Toynbee), Sauron (Karl Lykos) et Brute. Cette couverture leur permet d'aider les humains à échapper aux troupes d'Apocalypse. Forge recueille Nate Grey, jeune mutant échappé des camps de prisonniers d'Apocalypse. Il aide Nate à se servir de ses immenses pouvoirs et lui sert de père. La troupe de Forge va plus tard recueillir Essex (qui est en fait Mr Sinister), qui va encourager Nate à explorer ses pouvoirs. Nate repéré par le Roi d'Ombre, Apocalypse enverra une troupe de tueurs, composée de Grizzly, Caliban et Domino. Ceux-ci tueront Le Cerveau, puis Toad (qui tua Caliban). Forge tuera Grizzly et sera attaqué plus tard par Mr Sinister, ayant découvert que ce dernier avait tué Brute. Forge mourra dans les bras de Nate, qui le vengera en tuant Mr Sinister.

### Le Complexe du Messie
À la fin de ce crossover, Forge fut attaqué par Bishop, qui lui vola un bras cybernétique équipé d'une machine temporelle, pour retrouver Cable, échappé dans le futur.

### Boîte à fantômes
En tentant d'inverser l'effet M-Day, Forge implanta du matériel génétique  artificiel chez des humains, les transformant en monstres hideux. Il croyait ainsi en faire des mutants. Mais il ne fit qu'enclencher une guerre contre une dimension parallèle. Alors que les X-Men tentaient de le raisonner, l'ingénieur ouvrit une boîte à fantômes vers ce monde. Mais Abigail Brand la détruisit à temps, ainsi que l'univers parallèle vers lequel elle était ouverte et la base de Forge. Les X-Men parvinrent à s'enfuir, mais on ignore si Forge et ses mutés sont morts dans l'explosion.

## Pouvoirs
- Forge possède un pouvoir de création intuitif. Il peut concevoir inconsciemment les plans de toute machine mécanique à laquelle il pense. La technologie utilisée est à la pointe du progrès et des ressources mises à sa disposition :
- il possède aussi des connaissances dans les arts occultes et mystiques, comme l'ouverture de portails dimensionnels ou la détection des esprits ;
- sa jambe droite et sa main droite sont des prothèses cybernétiques, équipées de divers capteurs, gadgets ou armes.